# Славінська Таїсія Дмитрівна
Таїса  Дмитрівна Славінська (25 грудня 1961, смт Оратів, Вінницька область) – українська драматична акторка, театральний режисер, народна артистка України (2015).

## Біографія
У 1981 році закінчила театральну студію при Національному академічному театрі імені Івана Франка за фахом «артистка драматичного театру», у 2000 році — режисерський факультет Київського національного університету культури та мистецтв, у 2006 році — магістратуру Київського національного університету театру, кіно і телебачення імені Івана Карпенка-Карого, здобувши кваліфікацію режисера-постановника. Працює актрисою та режисером. Від липня 2016 року — головний режисер Вінницького державного академічного музично-драматичного театру імені Садовського.

## Сім'я
- Чоловік — Вольський Анатолій Миронович, народний артист України.
- Колишній чоловік — заслужений артист України Олександр Немченко.
- Донька Вікторія Олександрівна Немченко[1], продовжує акторську династію в третьому поколінні — з 2003 грає в театрі ім. М. К. Садовського, як балерина виступає у всіх виставах репертуару театру, де задіяний балет. Серед останніх робіт: «Майська ніч», «Ревізор», «Украдене щастя», «Як повернути чоловіка», «Наталка Полтавка», «Лісова пісня».

## Акторські роботи
- Алкмена «Дім, у якому переночував бог» Гільєрме Фігейредо,
- Маруся Чурай «Маруся Чурай» Ліни Костенко,
- Клементина «Забути Герострата!» Григорія Горіна,
- Івонна «Жахливі батьки» Жана Кокто,
- Габі «Вісім люблячих жінок» Робера Тома.

## Режисерські роботи
- Комедія А.Чехова «Дядя Ваня» (2005);
- Романтична драма Федеріко Лорки «Дім Бернарди Альби» (2006) — І міжнародний театральний фестиваль «Подія» — Диплом у номінації «Режисерський пошук стилю», травень 2008 р.;
- Міф з прадавніх часів «Лісова пісня» за Л.Українкою (2008) — IV міжнародний театральний фестиваль «Сцена людства» (2009);
- Комедія Марка Камолетті «Bon appétit, Гарнір по-французьки» (2009) — V Регіональний фестиваль комедій «Золоті оплески Буковини-2010»,
- Самуїла Маршака «Дванадцять місяців» (2009),
- Концертна програма «Життя і музика, й любов»… Жартома і всерйоз" (2010),
- Іронічний детектив Робера Тома «Вісім люблячих жінок»,
- Фантазії на тему кохання Олександра Марданя «Ніч Святого Валентина».
- Комедія «Кохання за викликом» (з приміткою «для дорослих») за п'єсою Тетяни Іващенко «Замовляю любов»[2]

## Нагороди та відзнаки
- 2000 — Лауреат Літературно-мистецької премії «Кришталева вишня» [3]
- 2001 — Заслужена артистка України
- 2003 — Почесна відзнака  Міністерства культури "За багаторічну плідну працю в галузі культури"
- 2009 — Лауреат Премії Кабінету Міністрів України ім. Лесі Українки [4], за постановку вистави «Лісова пісня».
- 2015 — Народна артистка України